# General der Jagdflieger
Le titre de General der Jagdflieger en français : « général des pilotes de chasse » n'était pas un grade d’officier général de la Luftwaffe, l'Armée de l'air allemande à l'époque du Troisième Reich, mais une fonction (d’inspecteur de l'aviation de chasse) au sein de l'Oberkommando der Luftwaffe (le haut commandement de l'armée de l'air).
Le rôle de l'inspecteur de l'aviation de chasse était de s'assurer de la disponibilité, de l'entraînement et de la tactique appliquée par l'aviation de chasse ; il ne s'agissait pas d'un commandement opérationnel.
De sa création, le 1er août 1935, au 7 août 1941, ce titre s'était appelé Inspekteur der Jagdflieger en français : « inspecteur des pilotes de chasse ».

## Inspecteurs successifs en poste
|  |

|  |

|  |

|  |

|  |

|  |

|  |

## Inspecteurs subordonnés en poste

### Inspecteurs de la chasse de jour
|  |

|  |

|  |

### Inspecteurs de le chasse de jour - zone est
|  |

|  |

### Inspecteurs de le chasse de jour - zone ouest
|  |

|  |

### Inspecteurs de le chasse de nuit
|  |

|  |